# Oneirophanta setigera
Oneirophanta setigera is een zeekomkommer uit de familie Deimatidae.
De wetenschappelijke naam van de soort werd in 1893 gepubliceerd door Hubert Ludwig.